# Yagur
Kibbutz Yagur eller Yagur (hebreiska: יגור) är en kibbutz i Israel.   Den ligger i distriktet Haifa, i den norra delen av landet. Yagur ligger 19 meter över havet och antalet invånare är 1 124.
Kibbutzen grundades 1922. Under de första åren torrlades stora våtmarker och gjordes odlingsbara. Under tiden för det brittiska Palestinamandatet var Yagur ett viktigt centrum för Haganah.
Terrängen runt Yagur är kuperad åt sydväst, men åt nordost är den platt. Runt Yagur är det ganska tätbefolkat, med 80 invånare per kvadratkilometer. Närmaste större samhälle är Haifa, 11,9 km nordväst om Yagur. Trakten runt Yagur består till största delen av jordbruksmark.